# Pęchowo
Pęchowo – wieś w Polsce położona w województwie kujawsko-pomorskim, w powiecie inowrocławskim, w gminie Złotniki Kujawskie.
W latach 1975–1998 miejscowość administracyjnie należała do województwa bydgoskiego.

## Położenie
Pęchowo usytuowane jest w pobliżu  północnego skraju Wysoczyzny Kujawskiej, u podnóża krawędzi Kotliny Toruńskiej. Miejscowość sąsiaduje od północy z Krążkowem i Palczynem, od wschodu z Tarkowem Górnym, a od południa z Lisewem Kościelnym. 
Pod względem fizycznogeograficznym leży w obrębie Pojezierza Wielkopolskiego w mezoregionie Równina Inowrocławska.

## Charakterystyka
Pęchowo to wieś sołecka usytuowana w północnej części gminy Złotniki Kujawskie. Zabudowa wsi rozciąga się wzdłuż drogi łączącej Łabiszyn ze Złotnikami Kujawskimi. Przez wieś z południa na północ przebiega dolinka erozyjna, będąca przedłużeniem rynny polodowcowej, odwadnianej ciekiem, który uchodzi do Kotliny Toruńskiej. Terytorium sołectwa obejmuje głównie tereny rolnicze, użytkowane w dużej części jako grunty orne. 

## Historia
W okresie przedrozbiorowym Pęchowo było wsią szlachecką. W 1579 roku we wsi ufundowano kościół parafialny. Parafia wyodrębniła się ze starszej parafii w Lisewie Kościelnym. Miejscowość znajdowała się w dekanacie inowrocławskim oraz w powiecie bydgoskim. W II połowie XVI wieku właścicielem wsi był Jędrzej Witosławski. Areał ziem uprawnych wynosił 3 łany. 
Spis miejscowości rejencji bydgoskiej z 1833 r. podaje, że we wsi Pęchowo (powiat inowrocławski) mieszkało 168 osób (111 ewangelików, 57 katolików) w 32 domach. Wieś należała do parafii ewangelickiej w Łabiszynie. Kolejny spis z 1860 r. podaje, że w Pęchowie mieszkało 213 osób (130 ewangelików, 83 katolików) w 26 domach. Na miejscu znajdowała się szkoła ewangelicka, natomiast najbliższa szkoła katolicka w Lisewie.
Słownik geograficzny Królestwa Polskiego dla roku 1884 podaje, że w Pęchowie mieszkało 266 osób (147 ewangelików, 110 katolików, 9 Żydów) w 25 domach. Najbliższa poczta i kolej znajdowała się w Złotnikach Kujawskich. 
W latach 1832–1840 rozważano połączenie parafii w Pęchowie i Lisewie Kościelnym, do czego jednak nie doszło. W 1869 r. spłonął miejscowy kościół parafialny. Odbudowano go w 1884 roku, a w 1911 roku wzniesiono na nowo plebanię. 
W czasie powstania wielkopolskiego (1919 r.) w sąsiednich wsiach: Tarkowie Dolnym, Krążkowie, Palczynie i Dąbrówce Kujawskiej stacjonowały polskie wojska powstańcze, które usiłowały przedostać się pod Bydgoszcz. 
W styczniu 1920 r. na mocy traktatu wersalskiego miejscowość znalazła się w granicach odrodzonej Polski. Wieś nadal znajdowała się w powiecie inowrocławskim. W 1934 r. w wyniku reformy administracyjnej włączono ją w skład gminy wiejskiej Złotniki Kujawskie.
Po reformie administracyjnej z 25 września 1954 r. miejscowość włączono do nowo utworzonej gromady Palczyn, a po jej likwidacji w 1959 r. – do gromady Lisewo Kościelne. 1 stycznia 1972 r. gromadę Lisewo Kościelne (z wsią Pęchowo) wcielono do gromady Złotniki Kujawskie. Rok później podczas reformy administracyjnej gromada ta przekształciła się w gminę Złotniki Kujawskie, która od 1999 r. włączona jest w skład powiatu inowrocławskiego.

## Zabytki
Według rejestru zabytków NID na listę zabytków wpisany jest kościół parafialny pw. Świętej Trójcy z 1881, nr rej.: A/1601 z 17.11.2011.